# Sauvanie
La Sauvanie est un ruisseau français du département de la Dordogne, affluent de la Lizonne et sous-affluent de la Dordogne par la Dronne et l'Isle.

## Géographie
Elle prend sa source à plus de 100 mètres d'altitude sur la commune de Cherval, deux kilomètres au sud du bourg, au lieu-dit les Cabanes.
Elle rejoint la Lizonne en rive gauche vers 50 mètres d'altitude en limite des communes d'Allemans et de Saint-Paul-Lizonne, trois kilomètres au sud-sud-ouest du bourg de Saint-Paul-Lizonne, près du lieu-dit Pisseloube.
Longue de 14,4 km, elle a deux petits affluents répertoriés, le Troirieux et la Ganne.
En dehors des 600 premiers mètres entièrement sur la commune de Cherval, le reste de son cours, de direction nord-est/sud-ouest, sert de limite naturelle aux communes riveraines, laissant :
- à l'est en rive gauche : Verteillac, Bertric-Burée puis Allemans ;
- à l'ouest : Saint-Martial-Viveyrol, Lusignac puis Saint-Paul-Lizonne.

## Communes et cantons traversés
À l'intérieur du département de la Dordogne, la Sauvanie arrose sept communes :
- Cherval (source)
- Verteillac
- Saint-Martial-Viveyrol
- Lusignac
- Bertric-Burée
- Saint-Paul-Lizonne (confluence)
- Allemans (confluence)

En termes de cantons, la totalité de son cours s'effectue dans le canton de Verteillac, mais les six derniers kilomètres bordent la commune d'Allemans et sont donc limitrophes du canton de Ribérac.

## Galerie

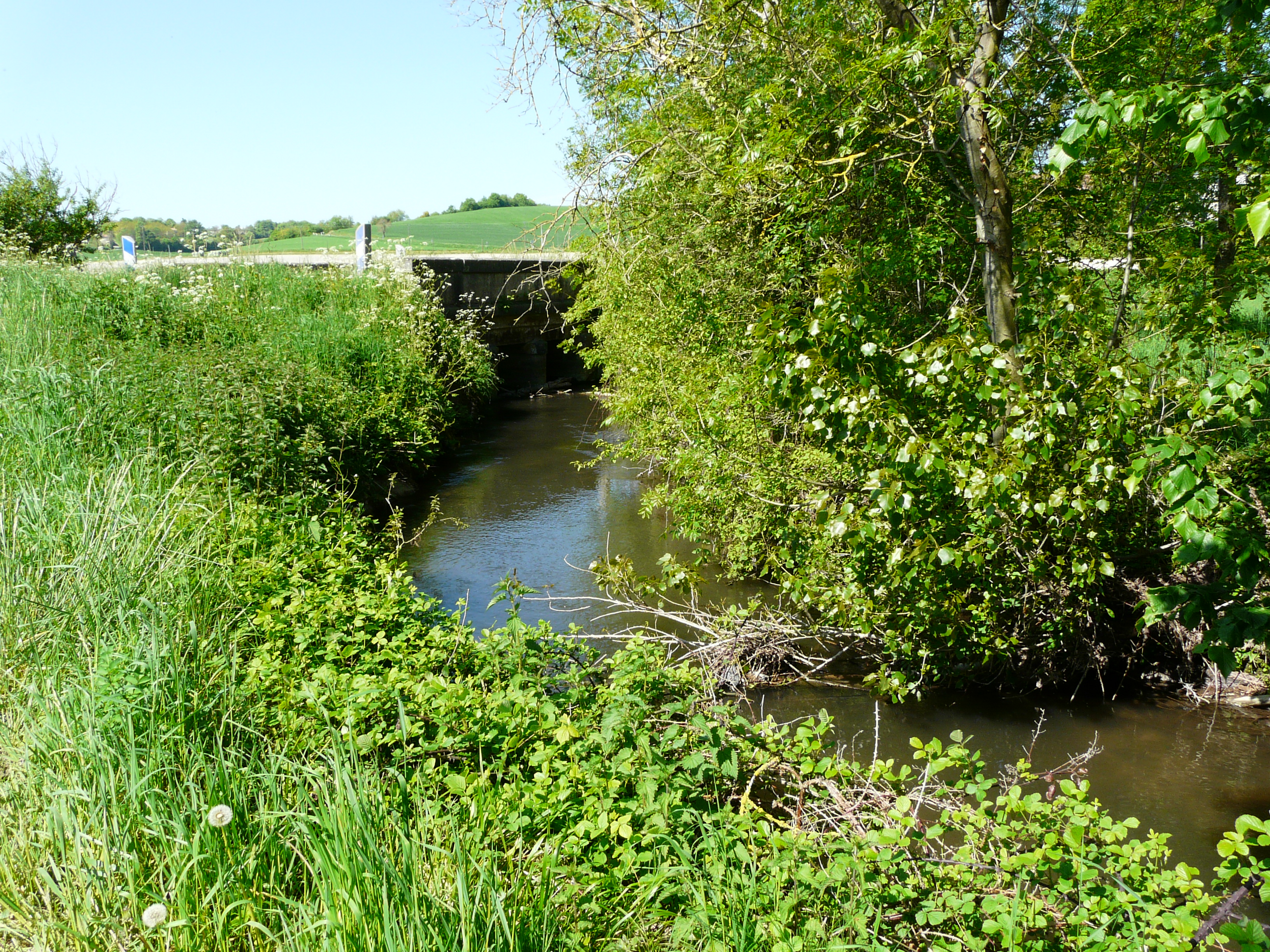
La Sauvanie en amont du pont de Greneyren, en limites de Saint-Martial-Viveyrol et Verteillac.
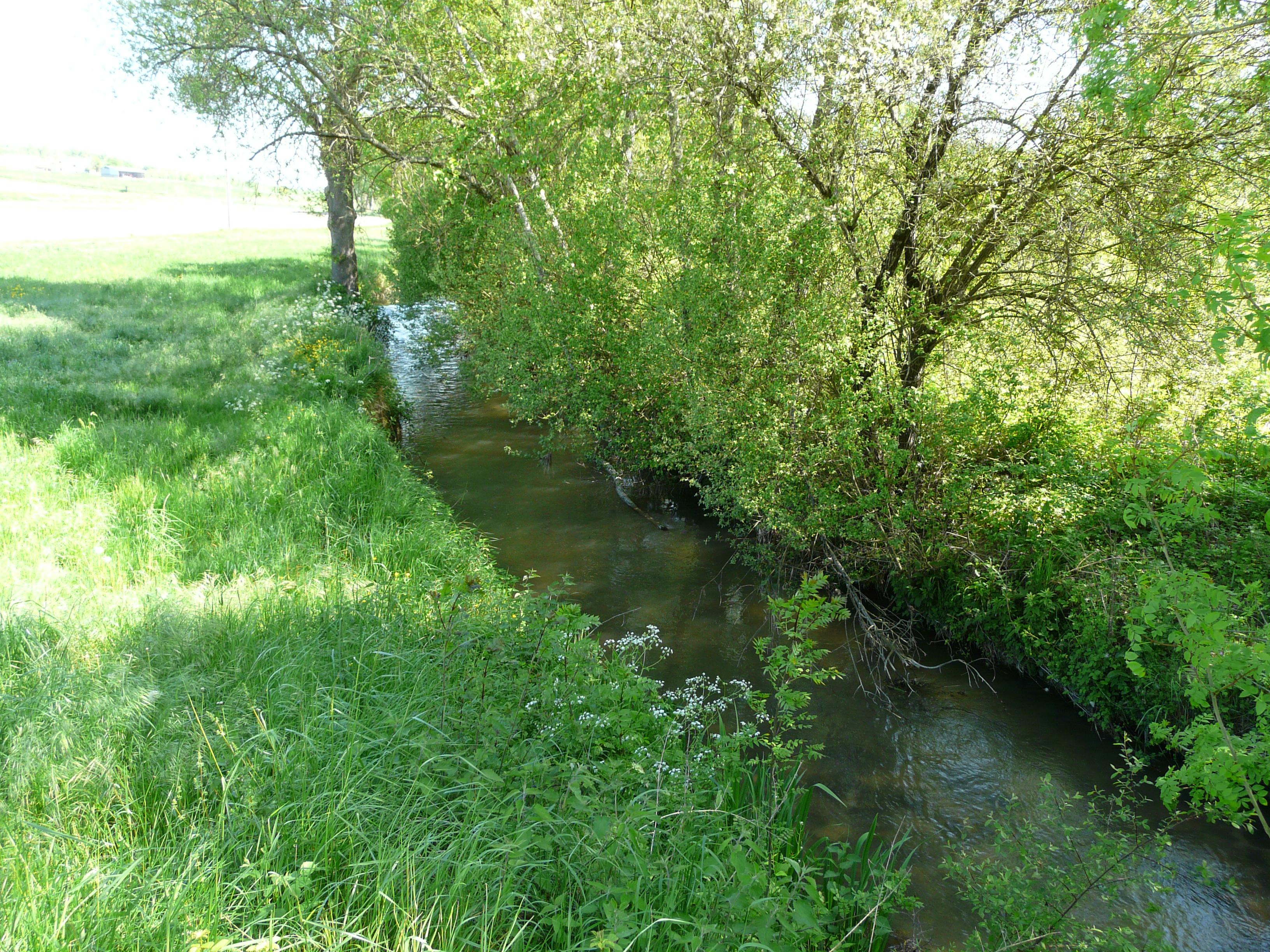
La Sauvanie en amont du pont de l'Épine basse, en limites de Lusignac et Verteillac.